# Santiago Challenger
O Santiago Challenger é um torneio tênis, que faz parte da série ATP Challenger Tour, realizado desde 2015, em piso de saibro, em Santiago, Chile.

## Edições

### Simples
| Ano  | Campeão             | Finalista           | Placar        | Ref.          |
| ---- | ------------------- | ------------------- | ------------- | ------------- |
| 2018 | Não realizado       | Não realizado       | Não realizado | Não realizado |
| 2017 | Nicolás Jarry       | Marcelo Arévalo     | 6–1, 7–5      |               |
| 2016 | Máximo González     | Rogério Dutra Silva | 6–2, 7–6(7–5) | [ 1 ]         |
| 2015 | Rogério Dutra Silva | Horacio Zeballos    | 7–5, 3–6, 7–5 | [ 2 ]         |

### Duplas
| Ano  | Campeões                          | Finalistas                    | Placar           | Ref.          |
| ---- | --------------------------------- | ----------------------------- | ---------------- | ------------- |
| 2018 | Não realizado                     | Não realizado                 | Não realizado    | Não realizado |
| 2017 | Franco Agamenone Facundo Argüello | Máximo González Nicolás Jarry | 6–4, 3–6, [10–6] |               |
| 2016 | Julio Peralta Horacio Zeballos    | Sergio Galdós Máximo González | 6–3, 6–4         |               |
| 2015 | Guillermo Durán Máximo González   | Andrej Martin Hans Podlipnik  | 7–6(8–6), 7–5    |               |

## Ligações Externas
- Site Oficial